# M.I. Ballins Sønner
A/S M.I. Ballins Sønner er en dansk læder- og garverivirksomhed.
Firmaet blev grundlagt den 24. maj 1828 af Marcus Jacob Ballin (f. 1801), efter hvis død i 1850 det fortsattes af enken Sara Ballin (1800-1863) indtil 1858, da det overgik til sønnen Jacob Ludvig Ballin (1833-1891), der i 1874 optog Hendrik Isidor Ballin (1835-1901) som associé, hvorefter forretningen antog dets blivende navn. I 1890 indtrådte Jacob Ballins adoptivsøn, Max Adolph Ballin (1865-1921). Firmaet var primært rettet mod det danske hjemmemarked.
I 1897 omdannedes firmaet til aktieselskab med Max Adolph Ballin som direktør. Firmaets hovedsæde var i årene 1873-1924 på H.C. Ørsteds Vej 48-50, Frederiksberg og siden da i Bryggeriet Trekroners bygninger på Bryggerivej 7 (nu: Trekronergade) i Valby. Fabrikken på Frederiksberg er revet ned. Den 7. juni 1918 fusionerede det med en række firmaer, hvoraf Hertz Garveri & Skotøjsfabrik på Østerbro var den største, og blev til Ballin & Hertz, hvoraf Hertz-fabrikken lukkede i 1974. 
Firmaet eksisterer fremdeles, men i meget mindre skala. I dag ligger det i Fjenneslev.